# Matteo Carcassi
Matteo Carcassi (1792-1853) là nhà soạn nhạc và nghệ sĩ guitar người Ý. Carcassi đã phát triển những kỹ thuật của guitar lên cao. Trở lại Paris và có những thành công rực rỡ trong các buổi biểu diễn tại Đức, Ý, Anh, ông dần thay thế những phương pháp chơi phổ biến đương thời của Ferdinando Carulli. Không ai phủ nhận Carcassi là một nghệ sĩ vĩ đại.

## Cuộc đời sự nghiệp
Carcassi được sinh ra tại Florence, Ý. Học guitar khi còn nhỏ. Ông nhanh chóng được nổi tiếng như là một nghệ sĩ guitar điêu luyện. Ông chuyển đến Đức vào năm 1810, ngay lập tức đạt thành công. Năm 1815, ông sống ở Paris, kiếm sống của mình như là một giáo viên của cả piano và guitar. Từ năm 1820 trở đi, Carcassi dành phần lớn thời gian của mình ở Paris. Năm 1823, ông đã giành được danh tiếng khi thực hiện một loạt buổi biểu diễn cực kỳ thành công tại London.
Carcassi đã ở Đức một lần nữa trong mùa thu năm 1824. Sau đó ông biểu diễn ở London, nơi mà danh tiếng của ông bây giờ cho ông tiếp cận với nhiều phòng hòa nhạc có uy tín. Cuối cùng ông trở về Paris. Trong nhiều năm, ông đã thực hiện các chuyến đi buổi hòa nhạc từ đây đến các thị trấn văn hóa quan trọng nhất của châu Âu, bao gồm cả London. Sau khi trở lại ngắn ngủi để biểu diễn trong năm 1836, ông bỏ thực hành buổi hòa nhạc của mình trong năm 1840 và qua đời tại Paris vào năm 1853.